# Klaus Merkel (Maler)
Klaus Merkel (* 8. November 1953 in Heidelberg) ist ein deutscher Maler.

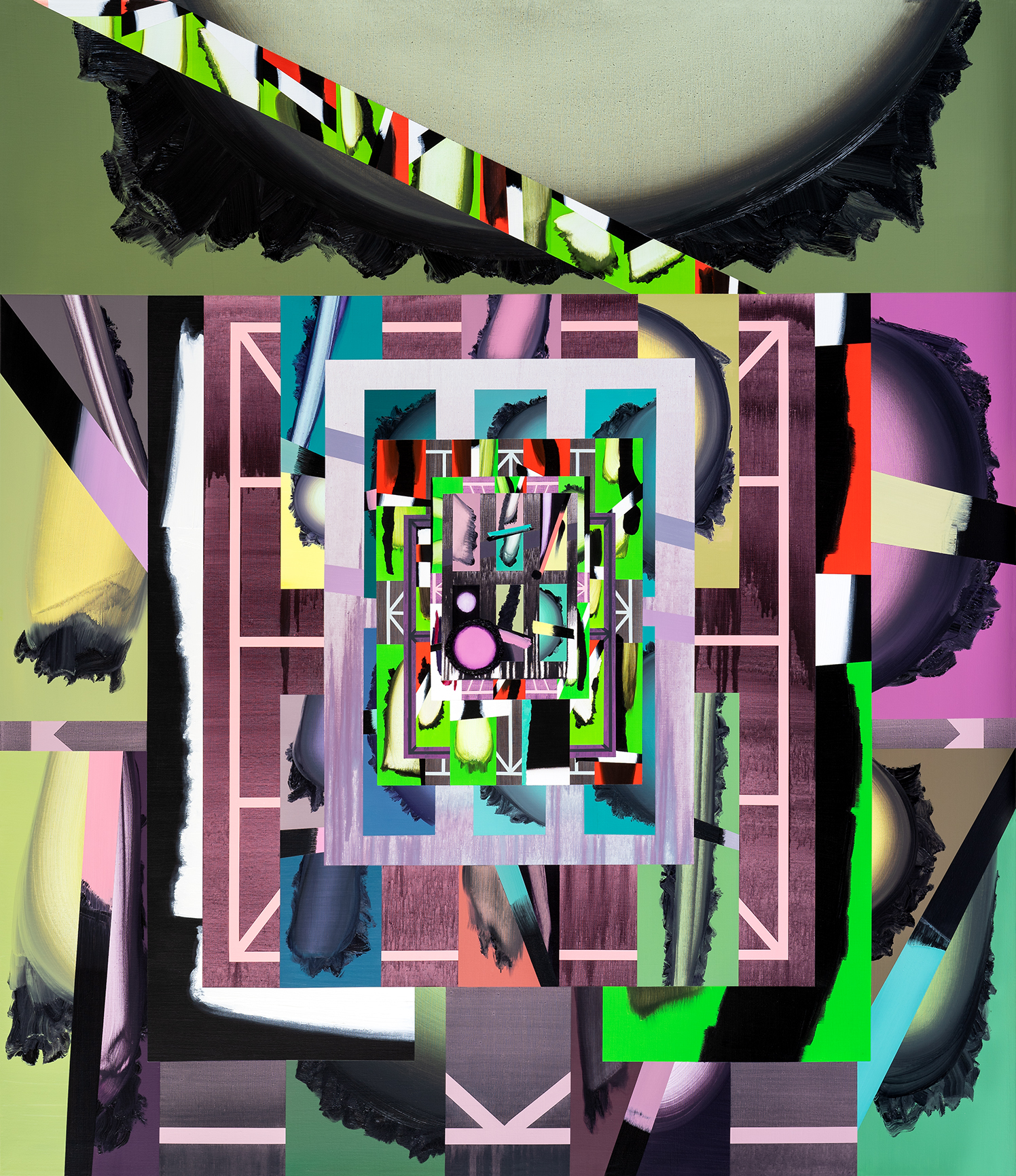
18.12.01 Master Slave System (afterglow), Carpet aus Maske, Öl auf Lw., 220 × 190 cm, 2018, Courtesy Galerie Max Mayer, Düsseldorf

## Leben
Von 1975 bis 1980 studierte Merkel bei Peter Dreher an der Staatlichen Akademie der Bildenden Künste Karlsruhe/Freiburg Malerei. Von 1988 bis 1989 hatte er eine Gastprofessur für Malerei an der Akademie der Bildenden Künste Karlsruhe/Freiburg. An der Universitatea de Arte Bukarest (heute: Universitatea Nationala de Arte Bucuresti) unterrichtete er 1996/1997 und an der École nationale supérieure des beaux-arts de Lyon war er von 1997 bis 2000 Gastprofessor für Malerei.
Von 2006 bis 2009 unterrichtete Merkel an der Freien Hochschule für Grafik-Design & Bildende Kunst Freiburg. Von 2009 bis 2020 hatte er eine Professur für Malerei an der Kunstakademie Münster.
Klaus Merkel ist Mitglied im Deutschen Künstlerbund. Er lebt und arbeitet in Schallstadt-Wolfenweiler und Freiburg im Breisgau.

## Ausstellungen (Auswahl)
- Von Gerhard Richter bis Mary Heilmann. Abstrakte Malerei aus Privat- und Museumsbesitz, Kunst Museum Winterthur – Beim Stadthaus, Winterthur (2024)
- Chengdu Biennale. Time Gravity, Chengdu Contemporary Art Museum, Chengdu, China (2023)[2]
- I AM THE AUDIENCE & / Theorie installieren: „Die Idee des Neuen“, Kunstbunker – Forum für zeitgenössische Kunst, Nürnberg (2023)[3]
- Die Bewertung der Kunst. Werke aus der Sammlung Kienzle, Kunstmuseum Reutlingen (2022 / 2023)[4]
- Nord-Süd, Kunst Museum Winterthur – Reinhart am Stadtgarten, Winterthur (2022)
- Struldbrugs. Klaus Merkel, Kienzle Art Foundation, Berlin (2021)[5]
- Klaus Merkel. Shrunken, Galerie Nicolas Krupp, Basel (2021)[6]
- mews, Galerie Max Mayer, Düsseldorf (2019)[7]
- Nicolas Krupp Contemporary Art, Basel (mit Markéta Othová, 2018)[8]
- hydra, Galerie Max Mayer, Düsseldorf (2015)[9]
- Master Slave System (afterglow), Joe Sheftel Gallery, New York (2014)[10]
- territories multiple, Galerie Max Mayer, Düsseldorf (mit Nicolás Guagnini, 2013)[11]
- Klaus Merkel: frühe 80er | späte 80er, Kienzle Art Foundation, Berlin (2011)
- 07.06.01 stage, LWL Landesmuseum für Kunst und Kulturgeschichte, Münster (2010)
- Klaus Merkel & David Reed, Galerie Thomas Flor, Düsseldorf (mit David Reed, 2008)
- Gelenk & Zwischenton, Galerie Elisabeth Kaufmann, Zürich (2007)
- figures/HEFT, Städtische Galerie Waldkraiburg, kuratiert von Elke Keiper (2007)
- ways to make things, Cynthia Broan Gallery, New York (mit Gary Stephan, 2006)